# Gymnopilus maritimus
Espèce
Gymnopilus maritimus est une espèce de champignons de la famille des Cortinariaceae.

## Description
Le sporophore de ce champignon en composé d'un chapeau convexe allant d'une couleur brune matte à rousse,. Les bords peuvent être légèrement recourbé vers l'intérieur. Le chapeau peut également présenter des fissures.
Les lamelles de ce gymnopile sont serrées et légèrement bombées.
Le stipe mesure généralement entre 15 et 33 mm pour une largeur comprise entre 2,5 et 5,5 mm.

## Habitat et répartition
Ce champignon a pu être observé à proximité de dunes,. Il se développe sur du bois en décomposition ou directement sur des conifères. On le retrouve également sur les restes de jonc piquant et à proximité de roselière où pousse la canne de Provence.
L'espèce a été observé pour la première fois en Sardaigne. Sa présence a, par la suite, été rapporté en France, sur le littoral du Roussillon.